# سلمندر سيبيري
سلمندر سيبيري (بالإنجليزية: Siberian salamander)‏ (الاسم العلمي: Salamandrella keyserlingii) هو نوع من السلمندر يوجد في شمال شرق آسيا. وينتشر بشكل رئيسي في سيبيريا في مناطق الغابات الرطبة أو الغطاء النباتي على ضفاف الأنهار. كما ينتشر في جماعات منفصلة في شمالي كازخستان ومنغوليا وشمال شرق الصين وشبه جزيرة كوريا. يُعتقد أن السلمندر السيبيري قد انقرض من كوريا الجنوبية. كما يوجد عدد منعزل من هذا النوع في حديقة كوشيرو-شيتسوجن الوطنية في هوكايدو في اليابان. ومن الأراضي الخصبة لتكاثر السلمندر السيبيري في هامغيونغ الجنوبية وبايغام في كوريا الشمالية.

## الوصف
يتروح طول السلمندر السيبيري البالغ ما بين (9 - 12.5 سم)، ويكون لون الجسد بني مزرق مع خط أرجواني على طول الظهر، وتوجد خطوط بنية داكنة رفيعة حول العينان وبينهما، وأحياناً على الذيل أيضاً. في كل قدم توجد أربع أصابع بدون مخالب، ويكون الذيل أطول من الجسم.

## التكاثر
يحتوي كيس البيوض الواحد على بيوض يصل معدلها ما بين 50 - 80 بيضة، وتضع الأنثى في كل موسم ما يقارب 240 بيضة. لون البيض بني فاتح، ويفقس بعد 3 أو 4 أسابيع، وبعد تفقيس البيض يخرج يرقة السلمندر الذي يبلغ طوله (11-12) مم. يتميز هذا النوع بقدرته على البقاء تحت درجات الحرارة المنخفضة، حيثُ يمكن للبيوض أن تتجمد في التربة لسنوات بدرجة حرارة تصل إلى (-45 °C)، وعند ذوبان الجليد يمكنها التفقيس.